# 假如…雷神托爾是個獨生子？
〈假如…雷神托爾是個獨生子？〉（英語：What If... Thor Were an Only Child?）是美國超級英雄類型的迷你網路動畫影集《無限可能：假如…？》第一季的第七集，改編自漫威的同名漫畫。本集为漫威電影宇宙的系列作品之一，與漫威電影宇宙系列電影處於同一架空世界和共同世界。本集故事發生於2011年電影《雷神索爾》的平行時間線中，奧丁沒有收養洛基，索爾成長為喜歡熱鬧聚會的任性王子。本集由A·C·布拉德利編劇，布萊恩·安德魯執導。
傑佛瑞·懷特為觀察者配音，以該角色的身份負責影集旁白。克里斯·漢斯沃回歸聲演索爾，主要配音演員還包括娜塔莉·波曼、湯姆·希德斯頓、凱特·丹寧絲、山繆·傑克森、傑夫·高布倫、蔻碧·史莫德、克拉克·格雷格、法蘭克·葛里洛、塔伊加·維迪提、凱倫·吉蘭、潔咪·亞歷山大、賽斯·葛林、亞歷山德拉·丹尼爾斯和瑞秋·豪斯。斯蒂芬·弗蘭克擔當動畫師。
〈假如…雷神托爾是個獨生子？〉於2021年9月22日在Disney+首播。

## 劇情
在阿斯嘉與約頓海姆戰爭末期，眾神之父奧丁擊敗冰巨人之後，發現棄嬰洛基。奧丁於是將洛基送還給他的親生父親勞菲。多年後，奧丁的獨子索爾成長為喜歡熱鬧聚會的任性王子。索爾趁著父親奧丁睡覺和母親芙瑞嘉外出訪友之際溜出阿斯嘉，邀請銀河系中的眾多外星族群來到地球參加狂歡派對。天體物理學家珍·佛斯特和其助手黛絲·路易斯起初對外星人的到來十分警覺，隨後她們加入派對。索爾與佛斯特的關係逐漸親密。神盾局局長尼克·福瑞因阻止外星人破壞地球而受傷，瑪莉亞·希爾成為代理局長。希爾為平息騷亂而向卡蘿·丹佛斯求助。卡蘿與索爾展開搏鬥，最終因不願損壞地球設施而落敗。路易斯建議卡蘿轉移至人煙稀少之處與索爾繼續戰鬥。為挽救索爾，佛斯特在海姆達爾的幫助下見到芙瑞嘉，向她備說前事。在卡蘿與索爾對峙之際，希爾準備對索爾使用核打擊。芙瑞嘉打斷了她的計劃，她稱自己將來到地球管束索爾。受驚的索爾與參加聚會的外星人共同修復破壞的設施。芙瑞嘉來到地球，見到索爾煞有介事地教導地球孩童。佛斯特同意了索爾的邀約。此時，奧創突然率領着一支奧創機器人軍隊出現，令正在向觀眾講述這些故事的觀察者也感到有點驚訝；頭盔下的面孔竟然是幻視，它的胸口更鑲嵌著六顆無限寶石……

## 製作

### 開發
2018年9月，漫威影業宣佈為迪士尼旗下在線流媒體平台Disney+開發數個限定影集。2019年3月，漫威確認製作一部基於漫畫《假如…？》改編的動畫影集。凱文·費吉將擔當這部獨立單元劇的製片人，影集講述如果系列電影中的關鍵時刻出現不同於影片中情況時會發生什麼，例如洛基能夠舉起索爾的雷霆戰鎚。曾在電影中出演主要角色的多位演員有望為動畫配音。2019年4月，迪士尼和漫威正式宣佈製作影集。導演布萊恩·安德魯於2018年與漫威影業的執行製片人布拉德·溫德鮑姆會面。2019年8月，A·C·布拉德利確定擔當首席編劇，布萊恩·安德魯確定擔當影集導演。影集的執行製片人包括布拉德·溫德鮑姆、凱文·費吉、路易斯·德·埃斯波西托（Louis D'Esposito）、維多莉亞·阿隆索、布萊恩·安德魯和A·C·布拉德利，凱莉·瓦聖納（Carrie Wassenaar）擔當製片人:2。本集標題為〈假如…雷神托爾是個獨生子？〉（What If... Thor Were an Only Child?），由布萊恩·安德魯執導，A·C·布拉德利編劇。本集故事發生於2011年電影《雷神索爾》的平行時間線中，奧丁沒有收養洛基，索爾成長為喜歡熱鬧聚會的任性王子。

### 選角
傑佛瑞·懷特為觀察者配音，以該角色的身份負責影集旁白。漫威繼續啟用曾在電影中出演主要角色的多名演員為動畫配音。克里斯·漢斯沃回歸聲演索爾。娜塔莉·波曼聲演珍·佛斯特。湯姆·希德斯頓聲演洛基。凱特·丹寧絲聲演黛絲·路易斯。山繆·傑克森聲演尼克·福瑞。傑夫·高布倫聲演宗師。蔻碧·史莫德聲演瑪莉亞·希爾。克拉克·格雷格聲演菲爾·考森。法蘭克·葛里洛聲演布洛克·朗姆洛。塔伊加·維迪提聲演寇格。凱倫·吉蘭聲演涅布拉。潔咪·亞歷山大聲演希芙。賽斯·葛林聲演霍華鴨。亞歷山德拉·丹尼爾斯聲演卡蘿·丹佛斯／驚奇隊長。瑞秋·豪斯聲演杜珀絲。喬塞特·伊萊斯（Josette Eales）聲演芙瑞嘉。大衛·陳（David Chen）聲演后剛。弗瑞德·塔塔薛瑞聲演沃斯塔格和「毀滅者」德克斯。馬克斯·米特爾曼聲演范達爾。克蘭西·布朗聲演蘇爾特。

### 動畫
斯蒂芬·弗蘭克擔當動畫師。動畫中的人物造型基於電影中演員形象通過卡通渲染完成。儘管整部影集具有統一的動畫藝術風格，但是每集的調色等後期處理略有不同:4。

## 音樂
蘿拉·卡普曼為本集作曲，於2021年9月24日由漫威音樂和好萊塢唱片聯合發行。
| 〈假如…雷神托爾是個獨生子？〉音樂原聲帶 | 〈假如…雷神托爾是個獨生子？〉音樂原聲帶 | 〈假如…雷神托爾是個獨生子？〉音樂原聲帶 |
| 曲序                                    | 曲目                                    | 时长                                    |
| --------------------------------------- | --------------------------------------- | --------------------------------------- |
| 1.                                      |                                         | 1:08                                    |
| 2.                                      |                                         | 0:59                                    |
| 3.                                      |                                         | 1:25                                    |
| 4.                                      |                                         | 0:46                                    |
| 5.                                      |                                         | 1:43                                    |
| 6.                                      |                                         | 0:37                                    |
| 7.                                      |                                         | 1:00                                    |
| 8.                                      |                                         | 0:55                                    |
| 9.                                      |                                         | 1:08                                    |
| 10.                                     |                                         | 1:10                                    |
| 11.                                     |                                         | 0:43                                    |
| 12.                                     |                                         | 0:40                                    |
| 13.                                     |                                         | 0:41                                    |
| 14.                                     |                                         | 1:23                                    |
| 15.                                     |                                         | 1:31                                    |
| 16.                                     |                                         | 1:30                                    |
| 17.                                     |                                         | 1:08                                    |
| 18.                                     |                                         | 0:46                                    |
| 19.                                     |                                         | 1:11                                    |
| 20.                                     |                                         | 1:16                                    |
| 总时长：                                | 总时长：                                | 21:40                                   |

## 發行
〈假如…雷神托爾是個獨生子？〉於2021年9月22日在Disney+首播。

## 備註
1. ↑  奧丁決定送還洛基的一刻產生分岐點事件，分裂出一條全新的分支時間線，衍生出本集中不同於2011年電影《雷神索爾》的後續故事。

## 資料來源
1. ↑  Kroll, Justin. . Variety. 2018-09-18  [2018-09-18]. （原始内容存档于2018-09-19） （美国英语）.
2. 1 2  Sciretta, Peter. . /Film. 2019-03-12  [2019-03-20]. （原始内容存档于2019-03-20） （美国英语）.
3. ↑  Dinh, Christine. . Marvel.com. 2019-04-12  [2021-07-29]. （原始内容存档于2019-04-12） （美国英语）.
4. ↑  Ashaari, Alleef. . Kakuchopurei. 2021-08-02  [2021-08-02]. （原始内容存档于2021-08-02） （美国英语）.
5. ↑  Radulovic, Petrana. . Polygon. 2019-08-24  [2019-08-24]. （原始内容存档于2019-08-24） （美国英语）.
6. 1 2   (PDF). Disney Media and Entertainment Distribution. 2021-07-30  [2021-08-01]. （原始内容存档 (PDF)于2021-08-01） （美国英语）.
7. 1 2 3  . The Futon Critic.   [2021-10-06]. （原始内容存档于2021-10-06） （美国英语）.
8. ↑  Chitwood, Adam. . TheWrap. 2021-09-22  [2021-09-22]. （原始内容存档于2021-09-22） （美国英语）.
9. ↑  Davis, Brandon. . ComicBook.com. 2021-09-21  [2021-09-21]. （原始内容存档于2021-09-21） （美国英语）.
10. ↑  Bucksbaum, Sydney. . Entertainment Weekly. 2021-09-21  [2021-09-21]. （原始内容存档于2021-09-21） （美国英语）.
11. ↑  Arrant, Chris. . Newsarama. 2020-04-15  [2020-04-17]. （原始内容存档于2020-04-17） （美国英语）.
12. ↑  Jones, Marcus. . Entertainment Weekly. 2019-08-23  [2019-08-24]. （原始内容存档于2019-08-24） （美国英语）.
13. ↑  Salazar, Andrew J. . Discussing Film. 2019-09-06  [2019-09-27]. （原始内容存档于2019-09-22） （美国英语）.
14. ↑  . Soundtrack.Net. 2021-08-13  [2021-08-15]. （原始内容存档于2021-08-14） （美国英语）.
15. 1 2  . Film Music Reporter. 2021-09-23  [2021-09-23]. （原始内容存档于2021-09-23） （美国英语）.

## 外部連結
- 互联网电影数据库上假如…雷神托爾是個獨生子？的资料（英文）